# Bryum taoense
Bryum taoense är en bladmossart som beskrevs av Thériot 1921. Bryum taoense ingår i släktet bryummossor, och familjen Bryaceae. Inga underarter finns listade i Catalogue of Life.